# Vanonus calvescens
Vanonus calvescens es una especie de coleóptero de la familia Aderidae.

## Distribución geográfica
Habita en el este de América del Norte.